# سومان بالا
سومان بالا (بالإنجليزية: Suman Bala) (ولدت في 15 ديسمبر 1981) هي عضوة في منتخب الهند لهوكي الحقل للسيدات. وهي تنحدر من مانيبور ولعبت مع المنتخب عندما فازت بالميدالية الذهبية في دورة ألعاب الكومنولث 2002 في مانشستر.

## وصلات خارجية
- سيرة
- سيرة نسخة محفوظة 4 مارس 2016 على موقع واي باك مشين.